# Lui professeur de danse
Lui professeur de danse (Swing Your Partners) est un film muet américain réalisé par Alfred J. Goulding, sorti en 1918 avec Harold Lloyd dans le rôle principal.

## Fiche technique
- Titre : Lui professeur de danse
- Titre original : Swing Your Partners
- Réalisation : Alfred J. Goulding
- Production : Hal Roach
- Pays d'origine : États-Unis
- Format : Noir et blanc - 1,33:1 - Film muet
- Genre : comédie, court métrage
- Date de sortie : 1918

## Distribution
- Harold Lloyd
- 'Snub' Pollard
- Bebe Daniels